# Yōichi Masuzoe
Yōichi Masuzoe (舛添 要一 Masuzoe Yōichi) és un polític japonés que va ser membre de la Cambra de Representants del Japó, ministre de salut, treball i benestar de 2007 a 2009 i Governador de Tòquio. Fou governador des del 9 de febrer de 2014 fins a la seua renuncia el 21 de juny de 2016. Abans d'ingressar en la política era un conegut tertulià televisiu.

## Carrera política

### Com a Governador de Tòquio
Masuzoe ja es presentà com a candidat independent amb suport del Partit Liberal Democràtic a les Eleccions a governador de Tòquio de 1999 que guanyà Shintaro Ishihara que també comptava amb el suport del PLD. L'any 2014, després de la renuncia de Naoki Inose per casos de corrupció, Masuzoe va guanyar les eleccions de 2014 com a independent però amb el suport del PLD i el Kōmeitō. Poc després, el 21 de juny de 2016 va renunciar després de moltes pressions degut a un cas d'escàndol de corrupció.